# Miguel Ángel Benito
Pour les articles homonymes, voir Benito.
Benito  Díez est un nom espagnol. Le premier nom de famille, en général paternel, est Benito ; le second, en général maternel, souvent omis, est Díez.
Miguel Ángel Benito Díez (né le 21 septembre 1993 à León) est un coureur cycliste espagnol.

## Biographie
En 2014, il remporte pour la première fois de sa carrière le classement général d'une course par étapes à l'issue du Tour de Palencia.
Après deux saisons difficiles, il n'est pas conservé par sa formation Caja Rural-Seguros RGA en fin d'année 2018. Ne retrouvant pas de contrat, il met un terme à sa carrière. 

## Palmarès et résultats

### Palmarès par année
- 2010
  - Premio Primavera juniors
- 2011
  - 4ea étape de la Bizkaiko Itzulia[3]
  - 2e de la Bizkaiko Itzulia
  - 9e du championnat d'Europe sur route juniors
- 2012
  - Premio Primavera
  - Oñati Proba
  - 2e du Premio San Pedro
  - 3e du Tour de Zamora
  - 3e de Pampelune-Bayonne
  - 3e du Mémorial Etxaniz
  - 3e du San Bartolomé Sari Nagusia
- 2013
  - Mémorial Cirilo Zunzarren
  - Premio Primavera
  - Mémorial Rodríguez Inguanzo
  - San Isidro Sari Nagusia
  - Loinatz Proba
  - 2e de la Prueba Loinaz
  - 2e du Zaldibia Sari Nagusia
  - 2e de l'Oñati Proba
  - 3e du Torneo Lehendakari
  - 3e du Tour de Navarre
- 2014
  - Vainqueur de la Coupe d'Espagne espoirs
  - San Roman Saria
  - Classement général du Tour de Palencia
  - 2e de la Coupe d'Espagne de cyclisme
  - 2e du Mémorial Pascual Momparler
  - 3e du Trophée Guerrita
  - 3e du Trophée Eusebio Vélez

### Classements mondiaux
| Année            | 2013   | 2014 | 2015 | 2016   | 2017   | 2018   |
| ---------------- | ------ | ---- | ---- | ------ | ------ | ------ |
| UCI Europe Tour  | 1 091e |      | 764e | 1 524e | 1 871e | 1 995e |
| UCI America Tour |        |      |      |        | 78e    |        |